# Jun Kodama
Jun Kodama (japanisch 児玉 潤 Kodama Jun; * 8. September 1997 in der Präfektur Tokio) ist ein japanischer Fußballspieler.

## Karriere
Jun Kodama erlernte das Fußballspielen in den Jugendmannschaften von FC Mitaka 04, Yokogawa Musashino FC und Tokyo Verdy, in der Schulmannschaft der Mitaka 1st Jr High School sowie in der Universitätsmannschaft der Toin University of Yokohama. Seinen ersten Vertrag unterschrieb er am 1. Februar 2020 beim Tōkyō Musashino United FC. Der Verein aus Musashino, einer Stadt in der Präfektur Tokio, spielte in der vierten Liga, der Japan Football League. Hier bestritt er vier Ligaspiele. Nach einem Jahr wechselte er im Januar 2021 zum in der Präfektur Hiroshima beheimateten Fünftligisten Fukuyama City FC. Hier stand er zwei Spielzeiten unter Vertrag. Im Januar 2023 verpflichtete ihn der Drittligist YSCC Yokohama. Sein Drittligadebüt gab Jun Kodama am 5. März 2023 (1. Spieltag) im Heimspiel gegen Kataller Toyama. Bei der 1:2-Heimniederlage stand der Torwart in der Startelf und spielte die kompletten 90 Minuten. Bis zum 26. März 2024 absolvierte er insgesamt 44 Pflichtspiele für den Klub und wechselte dann weiter zum Erstligisten Hokkaido Consadole Sapporo. Am Ende der Saison 2024 belegte der mit Hokkaido den 19. Tabellenplatz und musste somit in die zweite Liga absteigen.